# Gert Fröbe
Gert Fröbe, geboren Karl-Gerhart Fröber (Zwickau, 25 februari 1913 – München, 5 september 1988) was een Duitse toneel- en filmacteur en violist. Hij speelde onder meer de doortrapte schurk Auric Goldfinger in de gelijknamige James Bondfilm uit 1964.

## Biografie
Hoewel Fröbe als Goldfinger een genadeloze boef is, speelde Fröbe in zijn geboorteland Duitsland vooral komische rollen, zoals in Berliner Ballade (1948) en Der Tag vor der Hochzeit (1952). Ook speelde hij in een drietal films over de gemene Dr. Mabuse. Internationale producties waarin Fröbe speelde, zijn onder meer The Longest Day (1962) en de kinderfilm Chitty Chitty Bang Bang (1968). Dat is eveneens een verhaal van Bondauteur Ian Fleming en werd geproduceerd door Bondproducent Albert R. Broccoli.
De corpulente Duitse acteur viel de producenten van de Bondfilms op in de film Es geschah am hellichten Tag (1958), naar een verhaal van Friedrich Dürrenmatt. Hierin speelde Fröbe de gewetenloze kindermoordenaar Schrott. Tijdens zijn eerste ontmoeting met regisseur Guy Hamilton bleek dat de Duitser slechts een paar woorden Engels sprak. Zijn robuuste uiterlijk bleek zijn grootste troef. Fröbe voldeed perfect aan de beschrijving die Fleming het personage had meegegeven: een groot rond bleek hoofd met rossig haar op een dik lichaam. Hierdoor zagen acteurs Theodore Bikel en Titos Vandis de rol aan hun neus voorbijgaan. Hoewel het personage Goldfinger een Engelsman is, werd zijn stem met een Duits klinkend accent ingesproken door stemacteur Michael Collins.
Toen bekend werd dat Fröbe tijdens de Tweede Wereldoorlog lid was geweest van de NSDAP, werd de film Goldfinger verboden in Israël. Nadat zich kort daarop Joodse getuigen meldden die beweerden dat Fröbe hun leven had gered door zijn lidmaatschap te gebruiken om hen in Wenen voor de Gestapo te verbergen, werd de film in 1965 alsnog in Israël uitgebracht.

### Privé
Fröbe is vijf keer getrouwd en kreeg twee kinderen. Hij leed enige jaren aan speekselklierkanker. De acteur overleed op 75-jarige leeftijd aan de gevolgen van een hartaanval. Hij ligt begraven op het Waldfriedhof in Icking.

## Filmografie

### Bioscoop
- 1942: Qagen Nr. 1 kämpft sich seinen Wek (korte film)
- 1945: Die Kreuzlschreiber
- 1948: Der Herr vom andern Stern
- 1948: Berliner Ballade
- 1949: Nach Regen scheint Sonne
- 1951: Decision Before Dawn (Anatole Litvak)
- 1952: Der Tag vor der Hochzeit
- 1953: Man on a Tightrope (Elia Kazan)
- 1953: Salto mortale
- 1953: Die vertagte Hochzeitsnacht
- 1953: Ein Herz spielt falsch
- 1953: Arlette erobert Paris
- 1953: Hochzeit auf Reisen
- 1953: Die kleine Stadt will schlafen gehen
- 1954: Morgengrauen
- 1954: Das Kreuz am Jägerstein
- 1954: Mannequins für Rio
- 1954: Das zweite Leben
- 1954: Ewiger Walzer
- 1955: Mr. Arkadin (Confidential Report) (Orson Welles)
- 1955: Special Delivery (John Brahm)
- 1955: Der dunkle Stern
- 1955: Ich weiß, wofür ich lebe
- 1955: Les héros sont fatigués (Yves Ciampi)
- 1955: Das Forsthaus in Tirol
- 1956: Ein Mädchen aus Flandern
- 1956: Ein Herz schlägt für Erika
- 1956: Waldwinter
- 1956: Robinson soll nicht sterben
- 1957: Celui qui doit mourir (Jules Dassin)
- 1957: Typhon sur Nagasaki (Yves Ciampi)
- 1957: Der tolle Bomberg
- 1957: Das Herz von St. Pauli
- 1957: Charmants garçons (Henri Decoin)
- 1957: Kavaliere (komedie, als Edmond)
- 1958: Échec au porteur (Gilles Grangier)
- 1958: Grabenplatz 17
- 1958: Das Mädchen Rosemarie
- 1958: Prisoner of the Volga (Victor Tourjansky)
- 1958: Nasser Asphalt
- 1958: Der Pauker
- 1958: Es geschah am hellichten Tag (Ladislao Vajda)
- 1958: Das Mädchen mit den Katzenaugen
- 1958: Nick Knattertons Abenteuer
- 1959: Jons und Erdme
- 1959: Menschen im Hotel
- 1959: Am Tag, als der Regen kam
- 1959: Und ewig singen die Wälder
- 1959: Der Schatz vom Toplitzsee
- 1959: Alt Heidelberg
- 1959: Douze heures d'horloge (Géza von Radványi)
- 1960: Das Erbe von Björndal
- 1960: Das kunstseidene Mädchen (Julien Duvivier)
- 1960: Soldatensender Calais
- 1960: Die 1000 Augen des Dr. Mabuse (Fritz Lang)
- 1960: Bis dass das Geld Euch scheidet…
- 1960: Le Bois des amants (Claude Autant-Lara)
- 1960: Der Gauner und der liebe Gott
- 1961: Der grüne Bogenschütze
- 1961: Im Stahlnetz des Dr. Mabuse
- 1961: Via Mala
- 1961: Auf Wiedersehen
- 1962: The Longest Day (Ken Annakin, Andrew Marton en Bernhard Wicki
- 1962: Die Rote (Film)

### Televisie
- 1973: Morgenstern am Abend
- 1974: Histoires insolites - Parcelle brillante
- 1975: L'homme sans visage  (televisieserie, 8 afleveringen)
- 1975: Alte Hüte aus Wien - Witziges - Spitziges - Spritziges
- 1976: Sonntagsgeschichten - Seele eines Hundes
- 1976: Die Schuldigen mit den sauberen Händen
- 1979: Noch 'ne Oper
- 1981: Ein sturer Bock
- 1981: Sternstunde (Parcelle brillante)
- 1982: Der Garten
- 1982: Der Raub der Sabinerinnen
- 1984: August der Starke (televisiefilm)
- 1984: Alte Sünden rosten nicht
- 1986: Der kleine Vampir (The Little Vampire, televisieserie)
- 1988: Die Schwarzwaldklinik
- 1988: Auf ein Neues

### Als stemacteur
- 1960: Die 1000 Augen des Dr. Mabuse
- 1961: Im Stahlnetz des Dr. Mabuse
- 1962: Der längste Tag
- 1963: Der Mörder
- 1964: James Bond 007 – Goldfinger
- 1964: 100.000 Dollar in der Sonne
- 1964: Der Boss hat sich was ausgedacht
- 1965: Die tollkühnen Männer in ihren fliegenden Kisten
- 1966: Brennt Paris?
- 1967: Spion zwischen zwei Fronten
- 1967: Tolldreiste Kerle in rasselnden Raketen
- 1968: Tschitti Tschitti Bäng Bäng
- 1972: Ludwig II.
- 1974: Der Mann ohne Gesicht
- 1974: Ein Unbekannter rechnet ab
- 1979: Blutspur
- 1986: Der kleine Vampir (tv-serie)

### Documentaire films
- 1978: Gert Fröbe – Als wär’s heut’ gewesen, ZDF
- 1988: Das Porträt. Korte film. Duitsland, 10 minuten., geschreven en geregisseerd door: Hans Borgelt (journalist), Karlheinz Quade Filmproduktion
- 2015: Gert Fröbe – Der Hollywoodstar aus Zwickau. Dokumentaire film met spelscènes, Duitsland, 42:27 minuten., geschreven en geregisseerd door: Christian Schulz, regie van de spelscenes: Rene Pippig, productie: MDR, reeks: Geschichte Mitteldeutschlands, eerste uitzending: 9 augustus 2015 bij MDR, samenvatting van MDR.
- 2010: Gert Fröbe. Der Mann mit den tausend Gesichtern. Dokumentaire, Duitsland, 43:34 minuten., geschreven en geregisseerd door: Michael Strauven, productie: CineCentrum, SWR, reeks: Legenden, eerste uitzending: 16 augustus 2010 bij ARD, samenvatting van ARD,

## Hoorspelen
- 1982: Erwin Neuner: David und ich (Karl May) – Regie: Ferdinand Ludwig (origineel hoorspel – NDR)
- 2011 Komische Verse Audio CD – luisterboek, van Christian Morgenstern (auteur), Joachim Ringelnatz (auteur), Robert Gernhardt (auteur), spreker: Gert Fröbe, Harry Rowohlt, uitgeverij: Kein & Aber

- Bibsys: 11062403
- Biblioteca Nacional de España: XX1277884
- Bibliothèque nationale de France: cb140359977 (data)
- Gemeinsame Normdatei: 118536281
- International Standard Name Identifier: 0000 0001 2130 5661
- Library of Congress Control Number: n85002013
- MusicBrainz: 42c74dd6-c37d-4b7d-b152-74be91438964
- Nationale Bibliotheek van Tsjechië: pna2005311850
- Nationale bibliotheek van Australië: 35700865
- Nationale Bibliotheek van Israël: 987007457146505171
- Nationale Bibliotheek van Polen: a0000001653220
- Nederlandse Thesaurus van Auteursnamen: 075077574
- SNAC: w6hm6501
- Système universitaire de documentation: 089838742
- Trove: 1048637
- Virtual International Authority File: 44499972
- WorldCat: E39PBJv4pFwCPwmFxchqmvrXh3